# John Stallworth

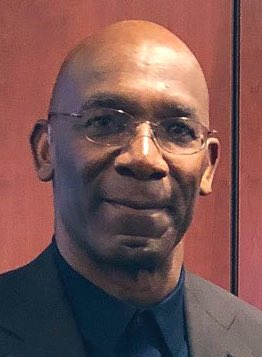
John Stallworth, 2019

John Stallworth é um ex-jogador profissional de futebol americano estadunidense.

## Carreira
John Stallworth foi campeão da temporada de 1979 da National Football League jogando pelo Pittsburgh Steelers.